# Билека, Владимир Павлович
Владимир Павлович Билека (укр. Володимир Павлович Білека, род. 6 февраля 1979, Дрогобыч, Львовская область) — украинский шоссейный велогонщик, выступавший на профессиональном уровне в период 2002—2012 годов. Трижды бронзовый призёр украинских национальных первенств в гонках с раздельным стартом, участник пяти супермногодневок «Джиро д’Италия» и других престижных гонок на шоссе.

## Биография
Владимир Билека родился 6 февраля 1979 года в городе Дрогобыч Львовской области Украинской ССР.
Дебютировал на международном уровне в 2000 году, выступив на нескольких небольших гонках в Европе.
В 2001 году вошёл в состав украинской национальной сборной и выступил в молодёжном зачёте шоссейного чемпионата мира в Лиссабоне, где занял 32 место. Также одержал победу на шестом этапе «Тура Тюрингии», финишировал вторым в гонке «Париж — Рубе» среди андеров, уступив только своему соотечественнику и другу Ярославу Поповичу.
Профессиональную карьеру начал в 2002 году, присоединившись вместе с Поповичем к бельгийской команде Landbouwkrediet-Colnago. В итоге провёл здесь три сезона, трижды участвовал в супермногодневке «Джиро д’Италия», выиграл гонку «Пореч Трофи» в Хорватии. Стартовал в групповой гонке на мировом первенстве в Вероне, но до финиша не добрался.
В 2005 году, опять же при содействии Поповича, перешёл в американскую команду Discovery Channel. С новым коллективом два раза побывал на «Джиро», успешно выступил в многодневной гонке «Сарта», где стал вторым в очковой классификации и третьим в генеральной классификации, показал девятый результат в генеральной классификации «Волта Алгарви». Дважды подряд завоёвывал бронзовые медали на шоссейных чемпионатах Украины в индивидуальных гонках с раздельным стартом.
Когда Discovery Channel расформировалась, в 2008 году Билека и Попович перешли в Silence-Lotto. Тем не менее, уже в мае гонщик отправил в команду письмо с просьбой исключить его из состава по личным причинам — позже выяснилось, что он провалил тест на эритропоэтин и за нарушение антидопинговых правил был отстранён от участия в соревнованиях на два года.
По окончании срока дисквалификации в 2010 году вернулся в профессиональный велоспорт, став членом украинской континентальной команды Amore & Vita-Conad. Участвовал в «Туре озера Цинхай» и «Туре Хайнаня», где на отдельных этапах был близок к призовым позициям, полностью проехал «Волту Португалии», закрыв в генеральной классификации десятку сильнейших. В 2011 году вновь стал бронзовым призёром украинского национального первенства в разделке, отметился выступлениями на «Международной неделе Коппи и Бартали», на «Туре озера Цинхай» и в однодневке Challenge du Prince в Марокко — победил здесь в одной из номинаций.
В 2012 году перешёл в турецкий клуб Konya-Torku-Şekerspor. В его составе достаточно успешно выступил на «Туре Азербайджана», занял второе место в «Гран-при Донецка», показал неплохие результаты на нескольких других гонках в Европе, тогда как в зачёте чемпионата Украины на сей раз стал в разделке пятым. Был заявлен на турецкий «Тур Фракии», но во время первого же этапа вновь провалил допинг-тест — в его пробе обнаружили следы псевдоэфедрина. Учитывая рецидив, гонщика дисквалифицировали на четыре года, и это отстранение поставило крест на его дальнейшей спортивной карьере. Впоследствии La Gazzetta dello Sport опубликовала статью, в которой Билека назывался в числе клиентов скандально известного доктора Микеле Феррари, разрабатывавшего допинг-программы для многих профессиональных велогонщиков.